# Stadio Regionale
Lo stadio Regionale è un impianto sportivo di Giarre, di proprietà della Regione Siciliana. Ospita gli incontri interni dell'A.S.D. Giarre Calcio.

## Storia
Lo stadio fu inaugurato nel gennaio del 1956 e la prima partita svoltasi fu Giarre - Libertas Caltagirone, finita con un 4-0 per la squadra locale. Allora, c'era una sola gradinata capace di contenere 3.000 spettatori, abbattuta nel 1986 per fare spazio all'attuale tribuna coperta. Successivamente venne costruita una gradinata più piccola di fronte, immutata negli anni. L'Olimpia risale invece agli anni '80, mentre la tribuna Etna fu inaugurata nella stagione '92-'93.

## Capienza
La capienza complessiva è di 6.500 posti a sedere, anche se, per motivi di sicurezza, l'impianto è omologato per un numero minore di spettatori.
| Tribune                 | Ingressi          | Capienza    |
| ----------------------- | ----------------- | ----------- |
| Centrale A (coperta)    | Via Olimpia       | 2.200 posti |
| Gradinata B             | Via Luigi Orlando | 1.300 posti |
| Olimpia o Sud (coperta) | Via Aldo Moro     | 1.500 posti |
| Etna o Nord             | Via Luigi Orlando | 1.500 posti |
| Totale                  |                   | 6.500 posti |

## Amichevoli internazionali
- Italia Under-21 C -  Tunisia Olimpica 0-1 (18 aprile 1991).